# Daniel Dorigo
Daniel Dorigo (15 febbraio 1977) è un allenatore di sci alpino ed ex sciatore alpino italiano.

## Biografia

### Carriera sciistica
Discesista puro originario di Ortisei e attivo dal dicembre del 1994, Dorigo esordì in Coppa Europa il 16 gennaio 1995 a La Thuile (33º); l'anno dopo ai Mondiali juniores di Hoch-Ybrig 1996 vinse la medaglia d'argento. Nel 1997 conquistò l'unico podio in Coppa Europa, il 1º marzo a Sankt Moritz (3º), ed esordì in Coppa del Mondo, il 4 dicembre a Beaver Creek senza concludere la prova. Nel massimo circuito internazionale ottenne il miglior piazzamento il 18 dicembre 1999 in Val Gardena (32º) e prese per l'ultima volta il via il 12 gennaio 2002 a Wengen (49º); si ritirò durante la stagione 2002-2003 e la sua ultima gara fu la discesa libera di Coppa Europa disputata ad Altenmarkt-Zauchensee il 30 gennaio, non completata da Dorigo. Non prese parte a rassegne olimpiche o iridate.

### Carriera da allenatore
Dopo il ritiro è divenuto allenatore nei quadri della Federazione italiana sport invernali.

## Palmarès

### Mondiali juniores
- 1 medaglia:
  - 1 argento (discesa libera a Hoch-Ybrig 1996)

### Coppa Europa
- Miglior piazzamento in classifica generale: 56º nel 2002
- 1 podio:
  - 1 terzo posto

### Campionati italiani
- 2 medaglie:
  - 2 argenti (discesa libera nel 1998; discesa libera nel 2001)